# Відновлювані території
Відновлювані території — території, природний стан яких порушений внаслідок  антропогенного впливу, території з активними проявами несприятливих  геодинамічних процесів (водна ерозія, зсуви і т.і.) для яких мають бути виконані першочергові заходи щодо відтворення природного стану, на яких необхідно і можливо відновити природний рослинний покрив і здійснити репатриацію видів рослин і тварин. Певна відновлювана територія після проведення відповідних заходів щодо ренатуралізації, може бути включена до складу ключової або сполучної території, або безпосередньо перетворитися на ключову або сполучну територію.
Фактичною підставою для початку процесу консервації землі з наступним відновленням має бути:
- порушення поверхні унаслідок землетрусів, зсувів, карстоутворення, повеней, ерозії, видобування корисних копалин тощо;
- наявність малопродуктивних земель, ґрунтові властивості яких (кислотність, засоленість чи солонцюватість, висока щільність, гідроморфність, забрудненість тощо)  унеможливлюють задовільну природну родючість;
- наявність забруднених важкими металами, радіоізотопами та іншими хімічними елементами земель тощо.